# Stare Szerzawy
Stare Szerzawy – część wsi Szerzawy w Polsce, położona w województwie świętokrzyskim, w powiecie starachowickim, w gminie Pawłów.
W latach 1975–1998 Stare Szerzawy administracyjnie należały do województwa kieleckiego.